# Werchnia Krynycia
Werchnia Krynycia (ukr. Верхня Криниця) – wieś na Ukrainie, w obwodzie zaporoskim, w rejonie wasylowskim, w hromadzie Wasyliwka. W 2001 liczyła 1153 mieszkańców, spośród których 1350 wskazało jako ojczysty język ukraiński, 180 rosyjski, 3 białoruski, a 1 inny.